# Gerrit Niekoop (voetballer)
Gerrit Niekoop is een Surinaams oud-voetballer, scheidsrechter en bestuurder. Hij speelde voor SV Robinhood en MVV en in het Surinaams voetbalelftal. Hij won vijf nationale titels en was topscorer in 1964. Hij is bestuurslid van de Surinaamse Voetbalbond en bestuurslid en voormalig voorzitter van de Surinaamse Scheidsrechterscommissie.

## Carrière

### Voetballer
Hij is de zoon van de turner Gerrit Niekoop.
Hij werd geboren in Drietabbetje en speelde vanaf 1954 bij SV Robinhood. Hij vormde de aanvalslinie samen met Humphrey Mijnals, Siegfried Haltman en Kenneth Kluivert. In het voor Robinhood ongeslagen seizoen 1964 was hij topscorer van de competitie.
In 1966 ging hij naar MVV (Militaire Voetbal Vereniging). Ook voor deze club maakte hij veel doelpunten. Hij speelde onder andere met Armand Doesburg en George Headley.
Hij maakte het winnende doelpunt tijdens zijn debuut in het Surinaamse elftal tegen Martinique op 20 september 1959. Op 20 maart 1964 scoorde hij de gelijkmaker bij 2-2 gelijkspel tegen de Nederlandse Antillen in de eerste Olympische kwalificatiewedstrijd van het land. Niekoop scoorde doelpunten in beide nederlagen tegen Argentinië en Peru, totdat Suriname in de tweede ronde werd uitgeschakeld. Hij speelde ook in het CCCF-kampioenschap en in de kwalificatiecampagne van de WK 1966.

### Scheidsrechter
Na zijn spelersloopbaan werd Niekoop scheidsrechter in de SVB Hoofdklasse. Hij behaalde de licentie van zowel de FIFA als de CONCACAF en floot tijdens onder meer het U-17-damestoernooi van de CONCACAF van 2008 en de kwalificatiewedstrijden voor de Olympische Spelen van 2012 van de heren.

### Sportbestuurder
Hij was een tijd voorzitter van het bestuur van de Surinaamse Scheidsrechterscommissie en bleef ook daarna in het bestuur zitten. Verder was hij bestuurslid van de Surinaamse Voetbalbond.
In december 2008 was hij er getuige van dat de eigenaar van voetbalclub Inter Moengotapoe en assembléelid Ronnie Brunswijk een scheidsrechtersassistent te lijf ging toen SV Transvaal een vrije trap had gekregen. Brunswijk greep hem toen zo krachtig vast dat zijn hemd bij de borst scheurde.